# Phaeocatantops decoratus
Phaeocatantops decoratus is een rechtvleugelig insect uit de familie veldsprinkhanen (Acrididae). De wetenschappelijke naam van deze soort is voor het eerst geldig gepubliceerd in 1869 door Gerstaecker.